# Cerapteryx ochrea
Cerapteryx ochrea là một loài bướm đêm trong họ Noctuidae.